# Футбольна федерація Австралії
Федерація футболу Австралії (англ. - FFA) - керівний орган футболу, футзалу та пляжного футболу в Австралії.  Головний офіс ФФА розташований у Сіднеї. Незважаючи на те, що перший керівний орган спорту був заснований у 1911 році, ФФА. У своєму нинішньому вигляді була створена лише в 1963 році як Федерація футболу Австралії. Пізніше вона була відновлена в 2003 році як Австралійська футбольна асоціація, перш ніж прийняти свою поточну назву в 2005 році. 
ФФА контролює чоловічі, жіночі, молодіжні, паралімпійські, пляжні та футзальні національні команди в Австралії, національні тренерські програми та державні керівні органи цього спорту. Санкціонує професійний, напівпрофесійний і аматорський футбол в Австралії. ФФА ухвалила рішення вийти з футбольної конфедерації Океанії (OFC), для якої вона була членом-засновником, і стати членом Азійської футбольної конфедерації (AFC) 1 січня 2006 року та Федерації футболу АСЕАН (AFF).

## Історія
Витоки ФФА лежать ще в 1911 році, з формуванням "Футбольної асоціації Співдружності".  Цей орган був замінений Австралійською футбольною футбольною асоціацією, яка була створена в 1921 році, і штаб-квартира якої розташована в Сіднеї.  Австралійський футбольний союз діяв протягом сорока років. Отримав тимчасове членство ФІФА в листопаді 1954 року , яке було підтверджено у червні 1956 року  однак у 1960 році асоціація була розформована після призупинення членства у ФІФА.  У 1961 році Федерація футболу Австралії була сформована як потенційний наступник колишнього керівного органу футболу в Австралії. Проте, цій асоціації було відмовлено в повторному вступі до ФІФА, поки не були виплачені штрафні санкції, накладені на попередників. Це було зроблено у 1963 році. 
Австралія неодноразово зверталася до Азійської футбольної конфедерації в 1960  і в 1974 році , але їм було відмовлено у всіх проханнях. Австралія разом з Новою Зеландією утворила Федерацію футболу Океанії (тепер Футбольна конфедерація Океанії ) в 1966 році  Австралія припинила членство у ОФК в 1972 році, щоб набути членство в АФК в 1978 році.  
У 1995 році Федерація футболу Австралії офіційно змінила назву на Сокер Австралія. 

### 2000-ті
У 2003 році, після того, як Австралія не змогла претендувати на Чемпіонат світу з футболу 2002 року, через звинувачення в шахрайстві та безгосподарності, які були висвітлені в Австралійській пресі.  Сокер Австралія замовила незалежне розслідування, відоме як Crawford Report, через загрозу втручання уряду Австралії. Австралійський уряд не мав право втручатися у роботу національної асоціації, оскільки будь-яке політичне втручання є порушенням Статуту ФІФА. Результати звіту були критично сприйняті радою футболу Австралії, яка вважала, що рекомендації, що містяться в ньому, не можуть бути реалізовані. У доповіді було рекомендовано, серед іншого, відновлення керівного органу з тимчасовою радою, яку очолив видатний бізнесмен Френк Лоуї . Приблизно через три місяці після його призначення було розпочато ліквідацію Сокер Австралія,Замість неї була створена Австралійська футбольна асоціація (ASA), однак вона не повністтю відповідала рекомендаціям Кроуфордського звіту. 
1 січня 2005 року ASA перейменовується в Федерацію футболу Австралії (ФФА), для того, аби дистанціюватися від недоліків старої футбольної Австралії. Була вигадані фрази "старий футбол, новий футбол", щоб підкреслити це. 
1 січня 2006 року Федерація футболу Австралії перейшла з ОФК до АФК .  Цей крок був одностайно схвалений Виконавчим комітетом АФК 23 березня 2005 року і схвалений ОФК 17 квітня. Виконавчий комітет ФІФА схвалив цей крок 29 червня, зазначивши, що "оскільки всі сторони, що беруть участь ... погодилися на цей крок, справа не потребувала обговорення на Конгресі ФІФА", і була одностайно ратифікована АФК 10 вересня.    ФФА сподівалася, що цей крок надасть Австралії кращий шанс на участь у Чемпіонаті світу з футболу і дозволить клубам А-Ліги змагатися в Лізі чемпіонів АФК, підвищуючи тим самим рівень австралійського футболу як на міжнародному, так і на клубному рівнях. 
У лютому 2008 року ФФА офіційно оголосила про свій намір взяти участь у конкурсі на право стати господарем чемпіонату світу з футболу 2018 року 2022 року та Кубок Азійського футбольного клубу 2015 року .   У 2010 році ФФА ухвалила рішення про зняття своєї кандидатури, для того щоб зосередитися на конкурсі на проведення турніру 2022 року.  Кандидатура ФФА провалилася з бюджетом $ 45,6   мільйонів, отримавши лише один голос від виконавчого директора ФІФА. 
У 2013 році Австралія була прийнята як повноправний член Федерації футболу АСЕАН (АФФ).
29 січня 2015 року, після поразки Іраку та Об'єднаних Арабських Еміратів від збірної Австралії, під час кубку Азійського футбольного клубу 2015 року, члени Федерації футболу Західної Азії, як повідомлялося, прагнули виключити Австралію з АФК, головним чином через те, що "Австралія отримала завелику користь від азійської участі, не даючи багато в замін".
У листопаді 2018 р. основна частина ради директорів була замінена на щорічних загальних зборах, у зв'язку з закінченням терміну перебування на посаді.  

## Структура

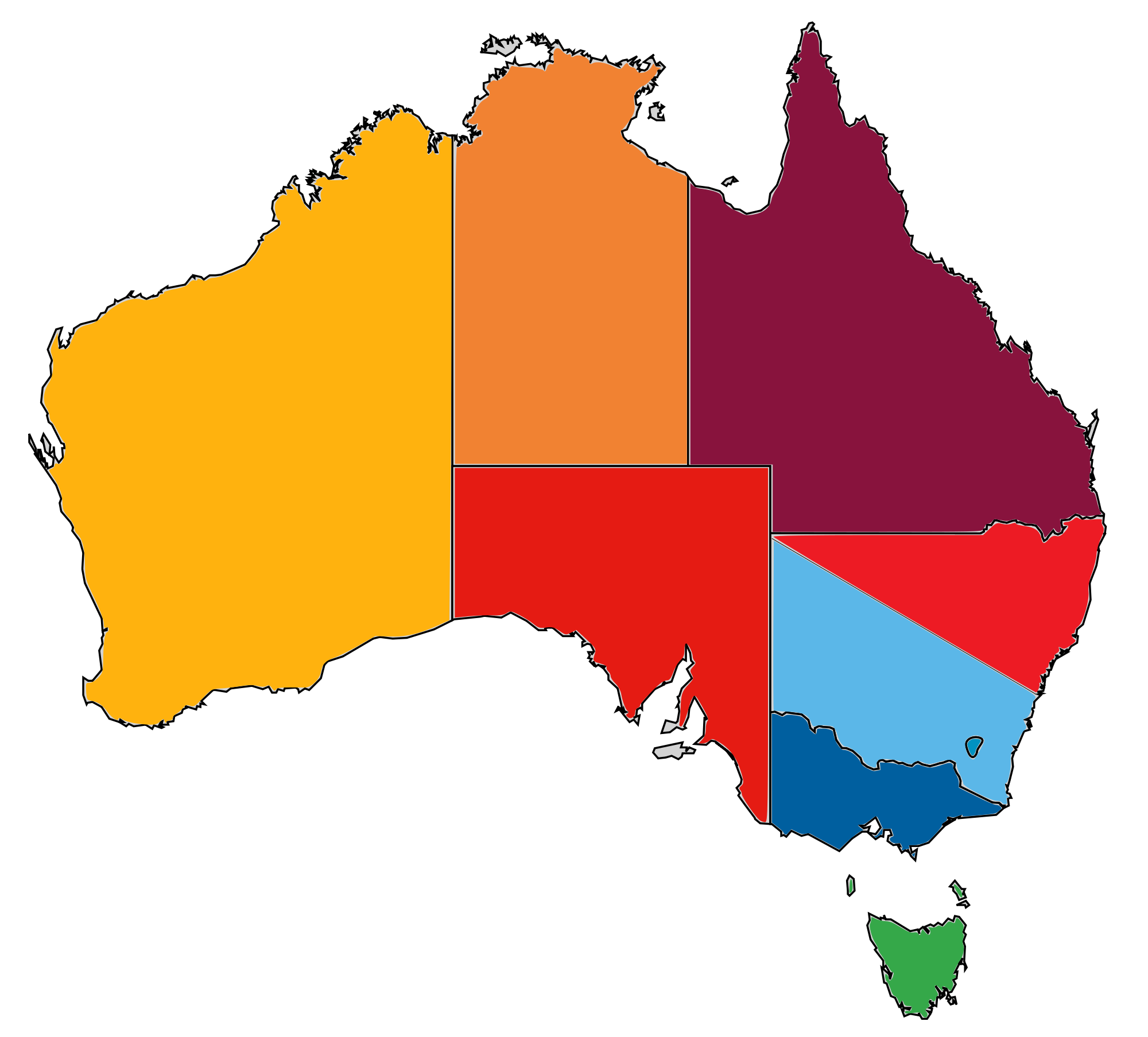
Діаграма, що показує дев'ять федерацій-членів ФФА.

Футбол в Австралії використовував федеративну модель національних, державних і територіальних органів управління, оскільки перший державний орган був створений в Новому Південному Уельсі в 1882 році. Місцеві асоціації та регіональні зони були створені в межах держав і територій, оскільки футбол розширювався, а неформальні групи клубів посилювали формальну структуру. Сьогодні існує один національний керівний орган, дев'ять державних і територіальних федерацій-членів і понад 100 районних, регіональних і місцевих зон і асоціацій.
- Столичний Футбол
- Північний Новий Південний Уельс Футбол
- Футбол Нового Південного Уельсу
- Футбольна Федерація Північної Території
- Футбол Куінсленду
- Футбольна Федерація Південної Австралії
- Футбольна Федерація Тасманії
- Футбол Вікторії
- Футбол Заходу